# Sveriges socialistiska arbetarparti
Sveriges Socialistiska Arbetarparti var ett svenskt nynazistiskt politiskt parti som grundades 1985 under partiledaren Percy Brunström. Under sin storhetstid ska partiet ha haft 31 medlemmar, men i praktiken var det ett enmansparti under Brunström. Partiet fanns kvar till 1991 då det gick i valallians med Sverigepartiet under beteckningen Svensk Samling. Den valalliansen fick knappt 100 röster.